# 셔틀 항공편
셔틀 항공편 또는 에어 셔틀(air shuttle)은 대도시 사이를 고빈도와 낮은 운임으로 연결 항공편으로 사전 예약 없이 이용이 가능하다.

## 역사
항공편으로 이동이 예부터 번성한 미국에서 1950년대 무렵에 잇따라 운항이 시작된 뉴욕 ~ 워싱턴 D.C., 보스턴, 로스앤젤레스 ~ 샌프란시스코등 대도시 사이를 고빈도로 연결되어 사전 예약없이 탈 수 있는 항공편이 최초로 알려져 있다.

## 서비스
이 항공편은 통근객을 포함한 비즈니스 고객을 주요 고객으로 아침이나 저녁 성수기는 10분에서 15분 정도, 심야에 1시간 정도의 높은 빈도로 거의 24시간 운항되고 있으며 사전 예약 없이 탈 수있다. 대부분의 경우 비행 시간이 1시간 정도인 데다, 자동차나 버스, 철도와 치열한 경쟁으로 낮은 운임을 제공하기 때문에 기내 서비스는 음료수만 있다. 또한 비용 절감의 관점에서 탑승권 문서화가 진행되고 있는 있으며 일본의 신칸센과 같은 특급열차와 같은 존재라고 할 수 있다.

## 같이 보기
- 항공사
- 저가 항공사